# Nocticanace affinis
Nocticanace affinis är en tvåvingeart som beskrevs av Lorenzo Munari 2008. Nocticanace affinis ingår i släktet Nocticanace och familjen Canacidae.
Artens utbredningsområde är Oman. Inga underarter finns listade i Catalogue of Life.